# Emil Zulian
Emil Zulian (Cavalese, 22 agosto 1997) è uno snowboarder italiano.

## Biografia
Nato a Cavalese e cresciuto in Val di Fassa, si avvicina allo sci per poi passare all'età di 7 anni allo snowboard.
Nel 2012 entra a far parte della nazionale Junior di snowboard freestyle; nel marzo 2015 conquista i suoi migliori piazzamenti in Coppa Europa con un 1º posto nella disciplina Slopestyle, a Strbske Pleso, e un 1º posto nella disciplina Big Air a Rogla. A ottobre dello stesso anno Zulian rompe il crociato anteriore del ginocchio destro, infortunio che lo costringerà a fermarsi per l'intera stagione.
Nel 2014 entra a far parte del gdf team.
Nel 2016 entra a far parte della squadra A della nazionale italiana di snowboard freestyle.
Il 24 marzo 2018, in occasione della coppa del mondo in Quebec, conquista il 4º posto nella specialità Big Air, mentre il 26 gennaio 2019 ottiene il suo miglior piazzamento in coppa del mondo nella specialità Slopestyle a Seiseralm, con un 5º posto.